# بسته تخت چهارطرفه

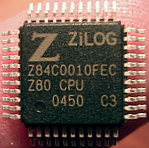
زد۸۰ در بسته کیواف‌پی ۴۴ پایه (مورد خاص: LQFP).

یک بسته تخت چهارطرفه (QFP) یک بسته مدار مجتمع نصب-سطحی است که دارای سَرهای «بال مرغی» از هر چهار طرف است. سوکت‌زنی چنین بسته‌هایی نادر است و نصب از طریق تمام-سوراخ امکان‌پذیر نیست. نسخه‌های مختلف از ۳۲ تا ۳۰۴ پایه با فاصله گام از ۰٫۴ تا ۱٫۰ میلی‌متر رایج است. انواع ویژه دیگری شامل QFP کم-نما (به انگلیسی: low-profile) (LQFP) و QFP نازک (TQFP) است.

## انواع

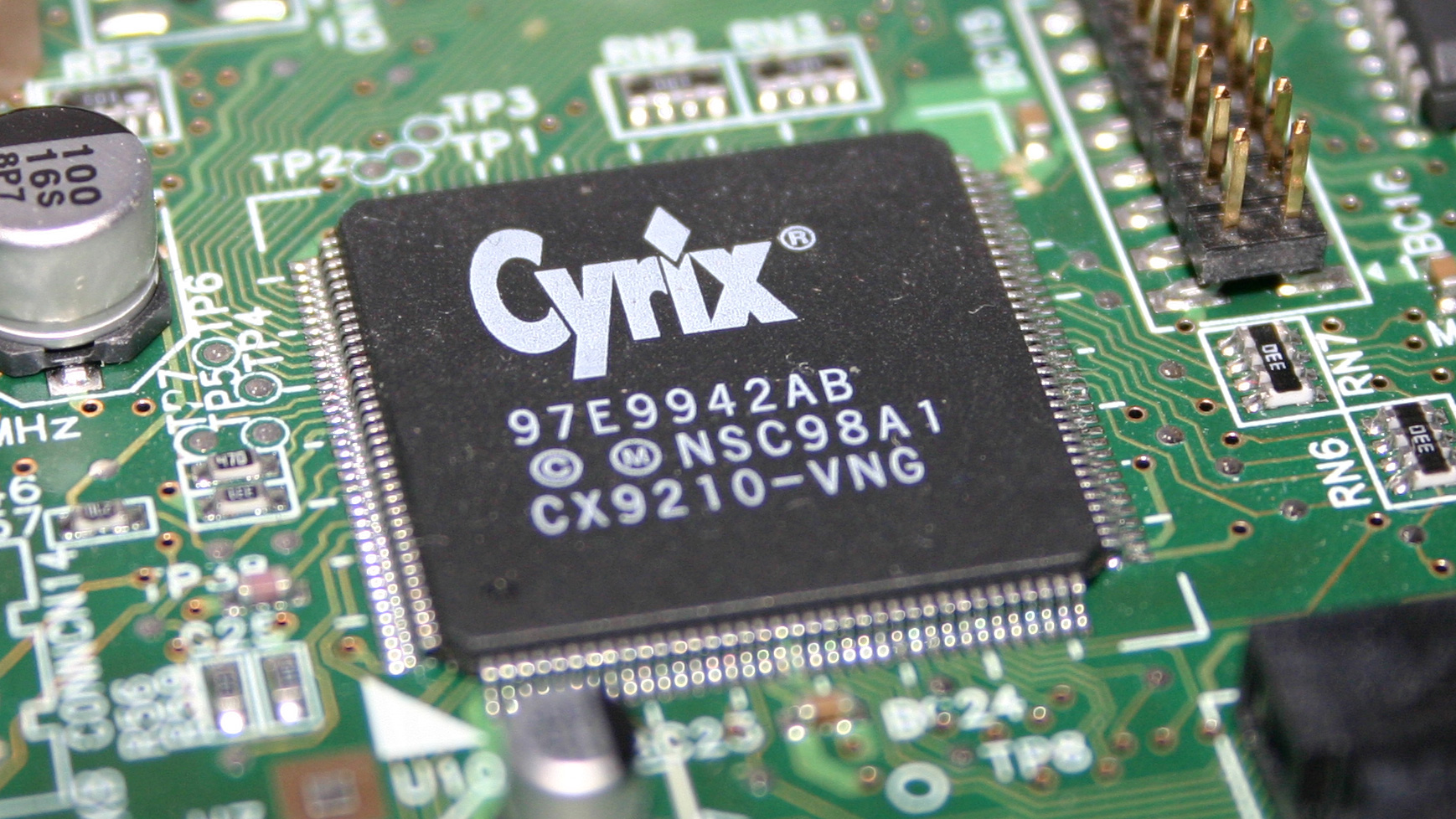
بسته تخت چهارطرفه کم-نما ۱۴۴ پایه (LQFP)
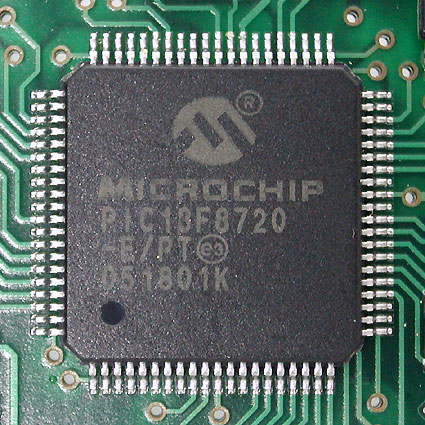
بسته تخت چهارطرفه نازک ۸۰ پایه (TQFP)
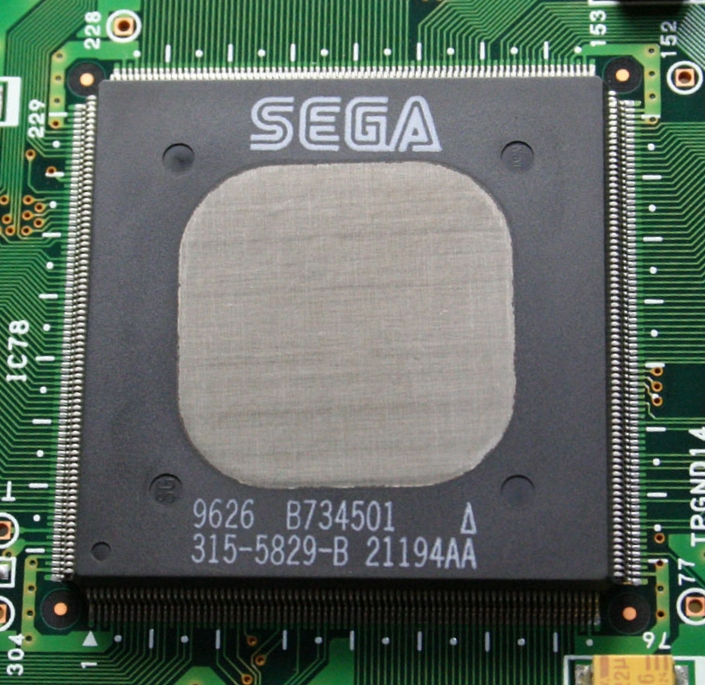
بسته تخت چهارطرفه پلاستیکی ۳۰۴ پایه (QFP) با پد حرارتی روباز (TP)
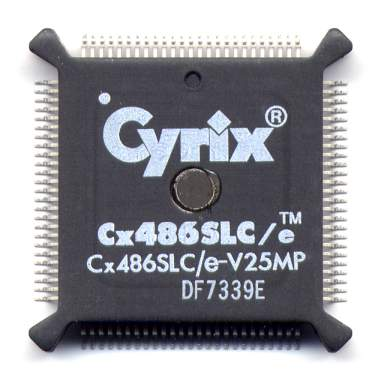
Cyrix Cx486SLC در بسته تخت چهارطرفه سپردار (BQFP)

| بسته                                                    |
| ------------------------------------------------------- |
| BQFP: بسته تخت چهارطرفه سپر دار                         |
| BQFPH: بسته تخت چهارطرفه با پخش‌کننده گرما               |
| CQFP: بسته تخت چهارطرفه سرامیکی                         |
| EQFP: بسته تخت چهارطرفه پلاستیکی تقویت‌شده               |
| FQFP: بسته تخت چهارطرفه ریزگام (به انگلیسی: fine pitch) |
| LQFP: بسته تخت چهارطرفه کم-نما                          |
| MQFP: بسته تخت چهارطرفه متریک                           |
| NQFP: بسته تخت چهارطرفه نزدیک مقیاس-تراشه.              |
| SQFP: بسته تخت چهارطرفه کوچک                            |
| TQFP: بسته تخت چهارطرفه نازک                            |
| VQFP: بسته تخت چهارطرفه بسیار کوچک                      |
| VTQFP: بسته تخت چهارطرفه بسیار نازک                     |
| TDFN: بسته بدون-سَر تخت دوطرفه نازک.                     |